# HD202400
HD202400 — хімічно пекулярна зоря спектрального класу F0, що має видиму зоряну величину в смузі V приблизно  9,2.
Вона  розташована на відстані близько 934,5 світлових років від Сонця.